# Khadim Ali Paixà
Ali Paixà Khadim (1465~, Drozgometva, Bosnia – Juliol del 1511, Çubukova, Turquia) fou un gran visir otomà. Va ocupar els càrrecs d'ak aghasi i beylerbeyi de Karaman i després de Rumèlia. Va fer una campanya a Valàquia el 1485. El 1486 fou nomenat visir i va derrotar els mamelucs egipcis a Aghačayir a Cilícia el 1492. El 1496 va fer construir la mesquita Atik Ali Pasha a Istanbul, amb madrassa i escola. També va fer construir un hamman (banys) a Karägümrük i una mesquita a Yassiören. El 1500 va conquerir les fortaleses de Coró i Modó, al Peloponès. El 1501 fou nomenat gran visir en substitució de Nesih Pasha; fou destituït el 1503 però va tornar al càrrec el 1506; va donar suport al príncep (shahzade) Ahmed, el segon fill de Baiazet II, enfront del príncep Korkud al que va eliminar el 1508; també va derrotar el 1511 a Čorlu al príncep Selim que s'havia revoltat. Va combatre llavors al rebel Karabiyik-oghlü a Gökçay (entre Sivas i Kayseri), i va morir en la batalla.